# Kacgae
Kacgae – wieś w Botswanie w dystrykcie Ghanzi. Według spisu ludności z 2011 roku wieś liczyła 634 mieszkańców.